# 卡斯泰尔努
卡斯泰尔努（法語：Castelnou，法語發音：[kastɛlnu] ⓘ）是法国东比利牛斯省的一个市镇，属于塞雷区。

## 地理
卡斯泰尔努（42°37'11"N, 2°42'10"E）面积19.28 平方千米，位于法国奧克西塔尼大區东比利牛斯省，该省份为法国大陆部分最南部的省份，涵盖了北加泰罗尼亚，北起奥德省，西接阿列日省和安道尔，南与西班牙接壤，东临地中海。
与卡斯泰尔努接壤的市镇（或旧市镇、城区）包括：圣费利于达蒙、蒂尔、圣科隆布-德拉科芒德里、泰拉茨、蒙托里奥勒、卡沙斯、卡梅拉斯、圣费利于达瓦伊。
卡斯泰尔努的时区为UTC+01:00、UTC+02:00（夏令时）。

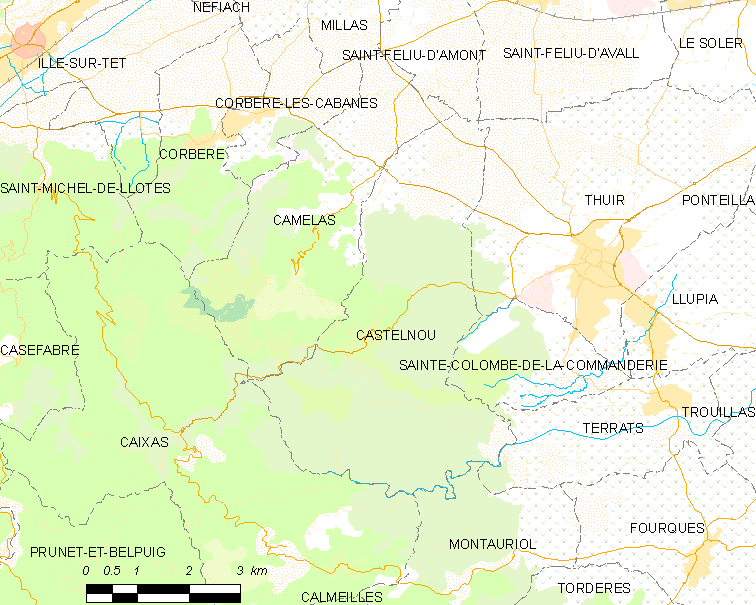
卡斯泰尔努的OSM定位图

## 行政
卡斯泰尔努的邮政编码为66300，INSEE市镇编码为66044。

## 政治
卡斯泰尔努所属的省级选区为莱萨斯普尔县。

## 人口

1962-2008年间卡斯泰尔努人口变化图示

卡斯泰尔努于2022年1月1日时的人口数量为286人。